# Rafael Torres (periodista)
Rafael Torres (Rafael Torres Mulas), escritor y periodista español, nació en Madrid en 1955, en el desaparecido Paseo del Cisne.

## Trayectoria profesional
Autor de más de 15.000 columnas literarias y de opinión publicadas desde 1980 en la casi totalidad de los periódicos españoles, bien como firma sindicada de OTR-Press, bien como colaborador habitual de numerosas cabeceras de diversa periodicidad (El Progreso, Ya, El Mundo, El Periódico, Diario 16, Panorama, Ajoblanco, Interviú, El Europeo...), así como en un sinfín de artículos, entrevistas y reportajes como enviado especial, crítico de libros y de televisión, o cronista literario de sucesos, viajes y tribunales, ha simultaneado el trabajo en la prensa con su profesión literaria, iniciada en 1977 con la publicación del libro de poesía  "Los Caballistas" en la desaparecida Editora Nacional. 
Rafael Torres, muy conocido del gran público por su actividad como comentarista y contertulio durante décadas en radio y televisión (A3-Radio, Radio Euskadi, RNE, TeleMadrid, La Sexta, Tele 5, TVE...), también lo es por haber sido con su heptalogía sobre la guerra civil española y sus consecuencias uno de los principales precursores de la llamada Memoria Histórica, esto es, del relato que se hurtó a los perdedores y a las víctimas de la Guerra de España durante los años del franquismo y los 25 primeros de la Transición. 
Pero su obra literaria no se limita a esa serie de títulos sobre el episodio más traumático de la historia reciente de España, sino que, heteróclita por razón de los diversos géneros abordados (poesía, novela, ensayo, historia...), se extiende en más de cuarenta títulos, algunos traducidos al francés y al inglés y otros de enorme éxito editorial, como "Los esclavos de Franco" o "Desaparecidos de la Guerra de España". Buena parte de esos títulos han sido también publicados en "Braillie" y sonorizados por la ONCE para las personas invidentes. 
Republicano confeso ("De los de Azaña", suele precisar), su compromiso con el mejoramiento de la sociedad y, en consecuencia, con la denuncia de toda clase de abusos e injusticias, ha sido intenso y constante a lo largo de su vida y a través de su carrera profesional, libre e independiente. 
Entre los reconocimientos recibidos destacan la "Paloma de los Bomberos" de Madrid (1991), el premio de novela Ateneo de Sevilla (2004) y el premio a la Lealtad Republicana (2005). 
Desde 1987 publica sus columnas en una treintena de periódicos nacionales como firma sindicada de OTR-EuropaPress.

## Obras
Poesía
- Los caballistas (1976, Editora Nacional)
- Gitano enorme (Ten Comilón)

Historia
- Sevilla, la otra historia del tabaco (Tabapress)
- La vida amorosa en tiempos de Franco (1996, Temas de Hoy)
- Los esclavos de Franco (2000, Oberon) (RBA)
- Víctimas de la victoria (2002, Oberon) (RBA)
- Desaparecidos de la Guerra de España (2002, La Esfera de los Libros) (RBA)
- Heridos de la guerra: secuelas de la sublevación de Franco (2003, Oberon)
- El amor en tiempos de Franco (2004, Oberon) (RBA)
- El hombre que liberó París (2007, Temas de Hoy)
- 1808-1814. España contra España (2008, La Esfera de los Libros)
- Adiós, mi España Querida (2009, La Esfera de los libros)
- Nuestra Señora de la Cuneta (2009, Nigra Trea (enlace roto disponible en Internet Archive; véase el historial, la primera versión y la última).)
- 1931. Biografía de un año (2012, La esfera de los Libros)
- El Cementerio de los ingleses (2015, Xorki)
- Las chicas malas de la República (2025, La Esfera de los Libros) (Casa del libro)

Biografías
- Anxel Fole, cantar y contar (SGAE)
- El Lugo de la diáspora (1987, Ediciós do Castro)
- Vidas ejemplares (1990, Raros. Anónimos. Libres) (Albia)
- Españoles. viaje al fondo de un país (2010, Ediciones B)

Narrativa procesal
- La mirada en la nuca (1991, Ediciones Libertarias)

Novelas
- Ese cadáver (1998, Ollero y Ramos) (Oberon)
- Los náufragos del Stanbroock (2004, Algaida)
- L'arme a gauche (Phoebus)
- The English Eternal Summer (Xorki)

Ensayo
- Los libros matan (Ten Comilón)
- Nuevos amores, nuevas familias VV.AA. (Tusquets)
- Les couleurs du reel (Villa Gillet)
- Utopías VV.AA. (El Páramo)

Antologías
- Oh, Dios(Ediciones Libertarias)
- Molestias (Ediciones Libertarias)
- Demuestre que no es un robot (2022, Ediciones Algorfa)

Documentos
- Yo, Mohammed (1995, Temas de Hoy)
- Viva la República (2006, La esfera de los Libros)

Relatos
- El asesino de Sintra y otros europeos olvidados (1996, Calambur)
- Raros de Europa (Oberon)

## Premios
- Premio de Novela Ateneo de Sevilla en 2004 por Los náufragos de Stambroock.

- Datos: Q6098020